# Koninklijke Marine
Als Koninklijke Marine (deutsch Königliche Marine) werden die Seestreitkräfte des Königreichs der Niederlande bezeichnet. Die Marine setzt sich aus den Seestreitkräften, der Marineinfanterie und der Küstenwache zusammen. Die Königlich Niederländische Marine hat seit 1. Januar 1996 ein gemeinsames Flottenkommando mit der Königlich belgischen Marine in Den Helder, der Admiral Benelux wurde bislang immer von den Niederlanden gestellt. Die Marine verfügt über 7.300 Soldaten, 1.050 Reservisten und etwa 2.500 Zivilbeschäftigte.

## Geschichte der niederländischen Marine

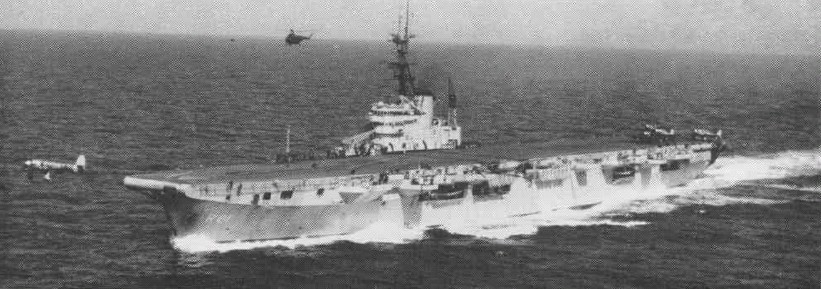
Admiral Doorman fiel 1942 im Kampf gegen Japan, zwei niederländische Flugzeugträger wurden nach ihm benannt

Die niederländische Marine war eine der ersten großen Seemächte der Neuzeit. Im 17. Jahrhundert umfasste allein die Handelsflotte 35.000 größere und kleinere Schiffe, weitere 2.000 größere und kleinere Handels- und Kriegsschiffe wurden jedes Jahr gebaut. Jährlich heuerten 70.000 Seeleute und Matrosen an, darunter zahlreiche Deutsche. Nach dem Untergang der Republik sank die Flotte des Königreichs im 19. Jahrhundert zu einer Seemacht zweiten Ranges herab. Für die 1815 gegründete Koninklijke Nederlandse Zeemacht setzte sich ab 1905 die Bezeichnung Koninklijke Marine durch.
Innerhalb der NATO sind die niederländischen Seestreitkräfte den Oberkommandos Atlantik (ACLANT) und Ärmelkanal (ACCHAN) unterstellt und sind zum Schutz der Seeverbindungen im Ärmelkanal sowie zur Erringung der Seeherrschaft in der Nordsee vorgesehen. Einheiten der Marineinfanterie sind als Reserve dem NATO-Kommando Allied Forces Northern Europe zugeordnet. Niederländische Kriegsschiffe sind seit 1969 Teil der ständigen Einsatzgruppe Standing NATO Maritime Group 1. Darüber hinaus wahrt die niederländische Kriegsmarine besondere seestrategische Interessen in der Karibik (Antillen) und anderen außereuropäischen Räumen. Niederländische Kriegsschiffe waren 1987/88 und 1990/91 auch im Persischen Golf im Einsatz.
Seit 2008 beteiligten sich niederländische Kriegsschiffe innerhalb der NATO an der Operation Allied Provider, der Operation Allied Protector und der Operation Ocean Shield bzw. an der Operation Atalanta am Kampf gegen die Piraterie vor der Küste Somalias.

## Gliederung
Die niederländische Marine wird nach den Reformen von 2005 vom Kommandanten der Seestreitkräfte (Commandant Zeestrijdkrachten, abgekürzt: CZSK), einem Vizeadmiral, im binationalen Marinekommando geführt. Gleichzeitig übt er das Amt des Admiral Benelux aus.
Dem Kommandanten untergeordnet sind der Kommandant des Marinekommandos Karibik und der Kommandant des Korps Mariniers.

### Marinegeschwader
Das Marinegeschwader (Groep Escorteschepen) führt alle Überwasserschiffe der königlich niederländischen Marine. Darunter fallen alle Fregatten, die Docklandungsschiffe Rotterdam und Johann de Witt und zwei Trossschiffe.

### Unterseebootdienst
Neben den vier vorhandenen Unterseebooten der Walrus-Klasse bildet noch ein Wehrforschungsschiff den Unterseebootdienst (Onderzeedienst) der königlich niederländischen Marine.

### Hydrographischer Dienst
Der hydrographische Dienst (Dienst der Hydrografie) ist mit zwei Schiffen für vermessungstechnische Angelegenheiten zuständig.

### Minenabwehrverband
Der Minenabwehrverband (Mijnendienst) umfasst alle Minenabwehreinheiten, (Minen-)Taucher-Unterstützungsboote und eine medizinische Einrichtung für Taucher.

### Marineflieger

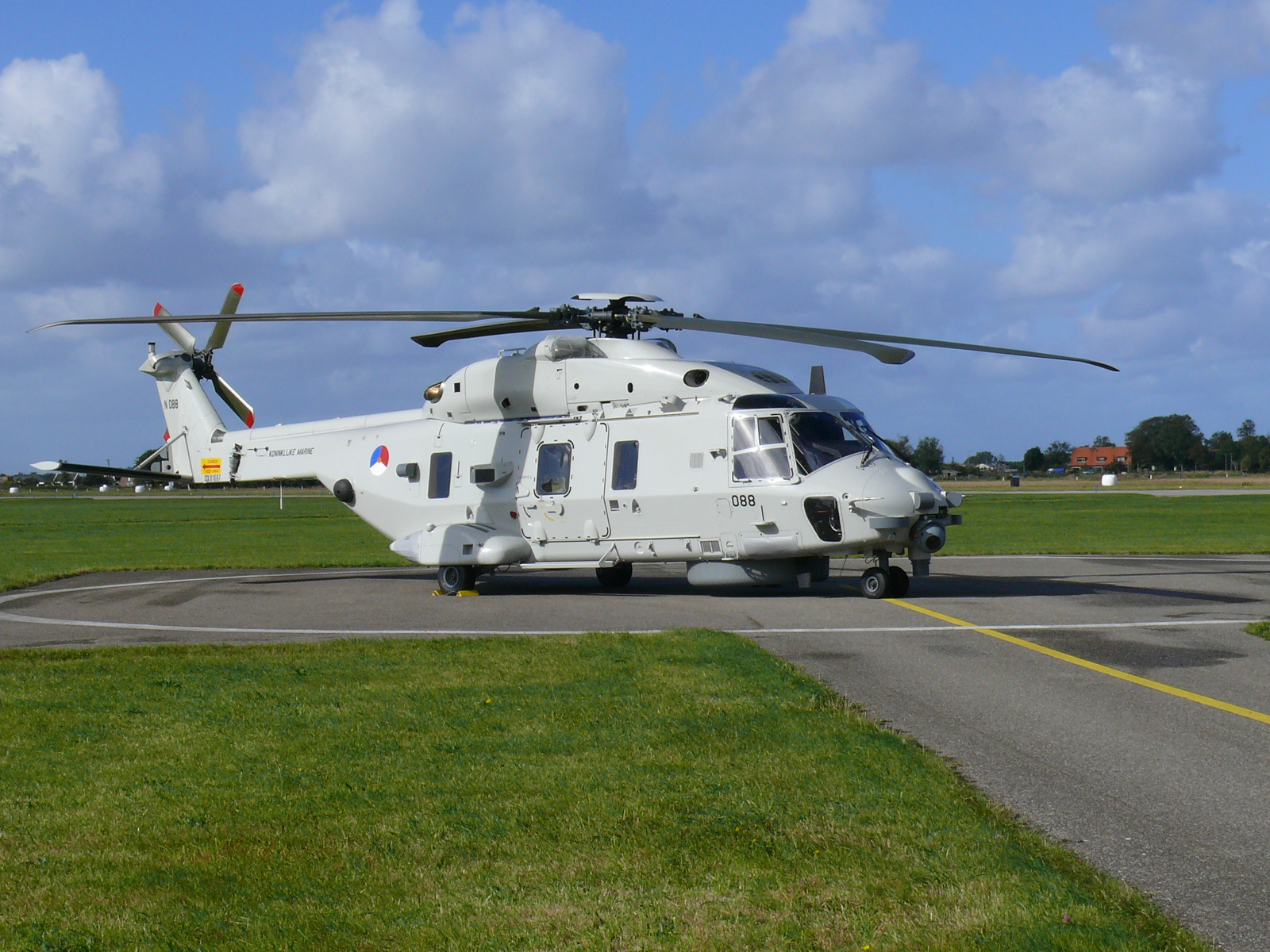
NH90 NFH

Die Marineflieger (frühere Bezeichnung Marine Luchtvaartdienst) setzten sich nach 2008 nach der Auflösung der beiden in Valkenburg stationierten Seefernaufklärungsstaffeln – acht P-3C Orions wurden an Deutschland verkauft, die restlichen vier gingen an Portugal – bis 2012 aus zwei Hubschrauberstaffeln zusammen, die mit dem Westland Sea Lynx ausgestattet waren und dem Defensie Helikopter Commando unterstanden. In jeder Staffel stand je ein Hubschrauber zur SAR-Rettung bereit. Inzwischen gibt es nur mehr eine Einsatzstaffel, die mit der NH90 ausgerüstet ist.

### Marineinfanterie-Korps
Das niederländische Marineinfanterie-Korps (Korps Mariniers) gehört zu den ältesten Eliteeinheiten weltweit und gilt als sehr gut ausgebildet und ausgerüstet.

### Küstenwache
Die Küstenwache (Kustwacht) untersteht in den Niederlanden der Marine. Sie erfüllt Aufgaben für insgesamt sieben unterschiedliche Ministerien. Die Führung übernimmt ein eigenes Kommando, welches der Marine unterstellt ist. Es stehen zwei Flugzeuge vom Typ Dornier 228 zur Verfügung, die von Piloten der niederländischen Marine bzw. Luftwaffe geflogen werden. Verantwortlich für die Flugzeuge ist die Königlich Niederländische Luftwaffe. Außerdem können für SAR-Aufgaben oder andere hoheitliche Belange weitere Hubschrauber angefordert werden. Darunter fällt auch ein privat betriebener Seaking.
Die Küstenwache in der Karibik ist eine selbständige Einheit, die dem Kommandeur des Marinekommandos der Niederländischen Karibik untersteht.

## Stützpunkte

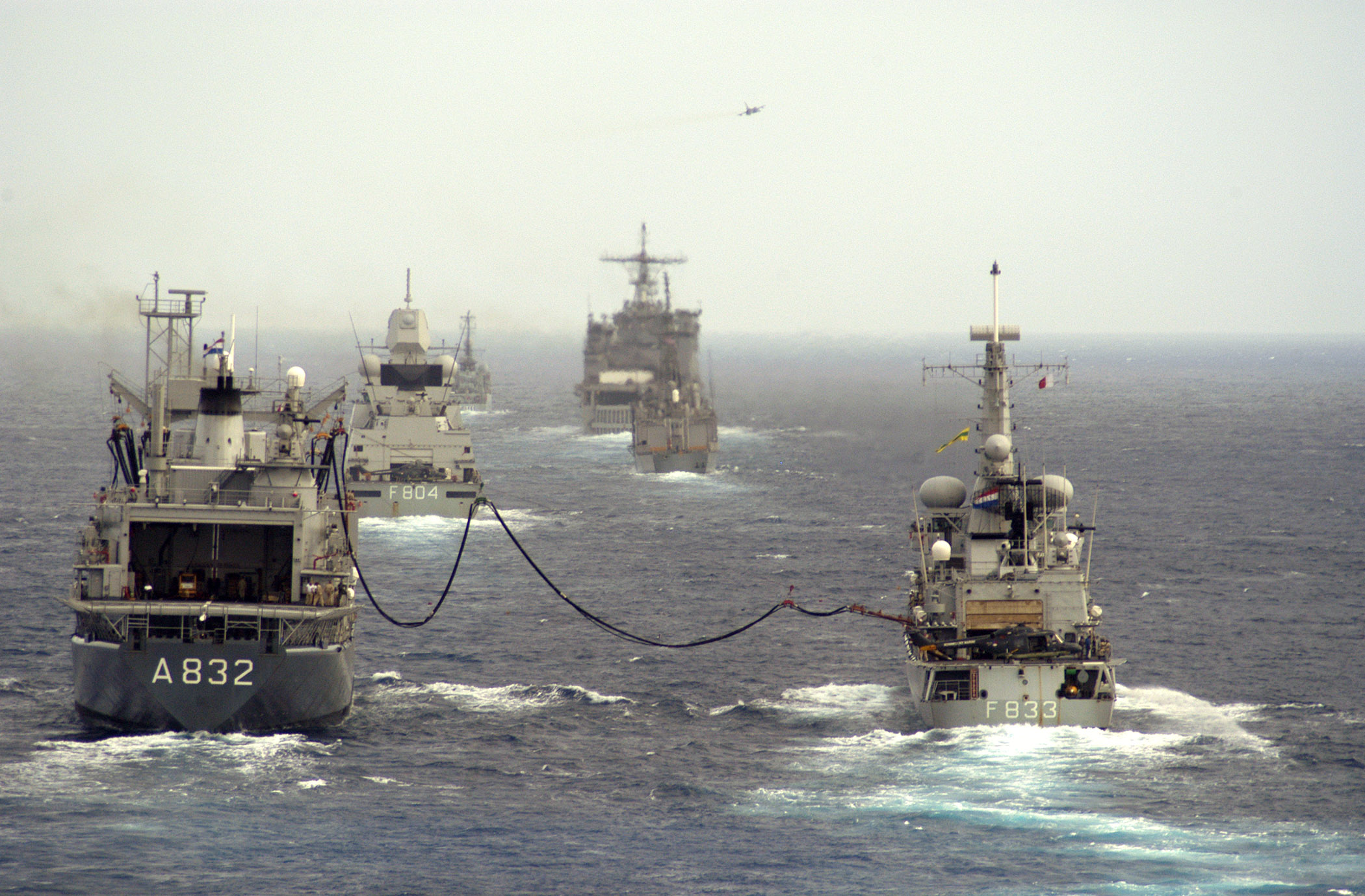
Hr. Ms. Zuiderkruis und Hr. Ms. Van Nes bei einem Versorgungsmanöver während der Übung Joint Caribe Lion 2006; davor die Fregatte De Ruyter und ausländische Einheiten

### Niederlande
- Den Helder: Kommando der Seestreitkräfte, Flottenstützpunkt
- De Kooy (bei Den Helder): Marinefliegerdienst
- Doorn: Truppen des Korps Mariniers
- Rotterdam: Truppen des Korps Mariniers
- Texel: Truppen des Korps Mariniers
- Vlissingen: Flottenstützpunkt (soll nach Den Helder verlegt werden), Kasernenareal, Truppen der Nationalen Reserve

### Karibik
- Aruba: Marinierskazerne Savaneta, Korps Mariniers
- Curaçao: Marinebasis Parera

## Ausrüstung

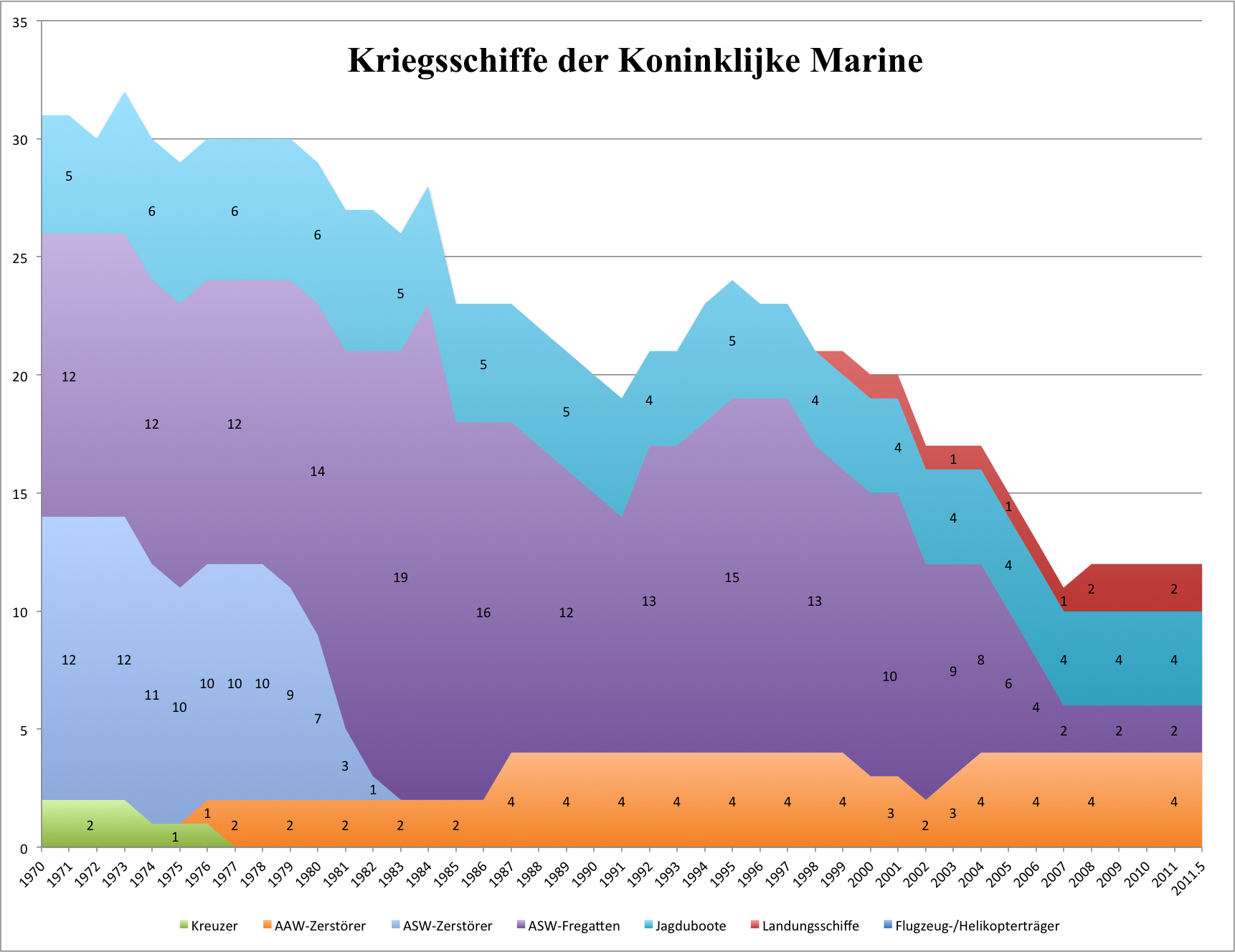
Zahlenmäßige Entwicklung (Anzahl der Schiffe) der Koninklijke Marine seit 1970

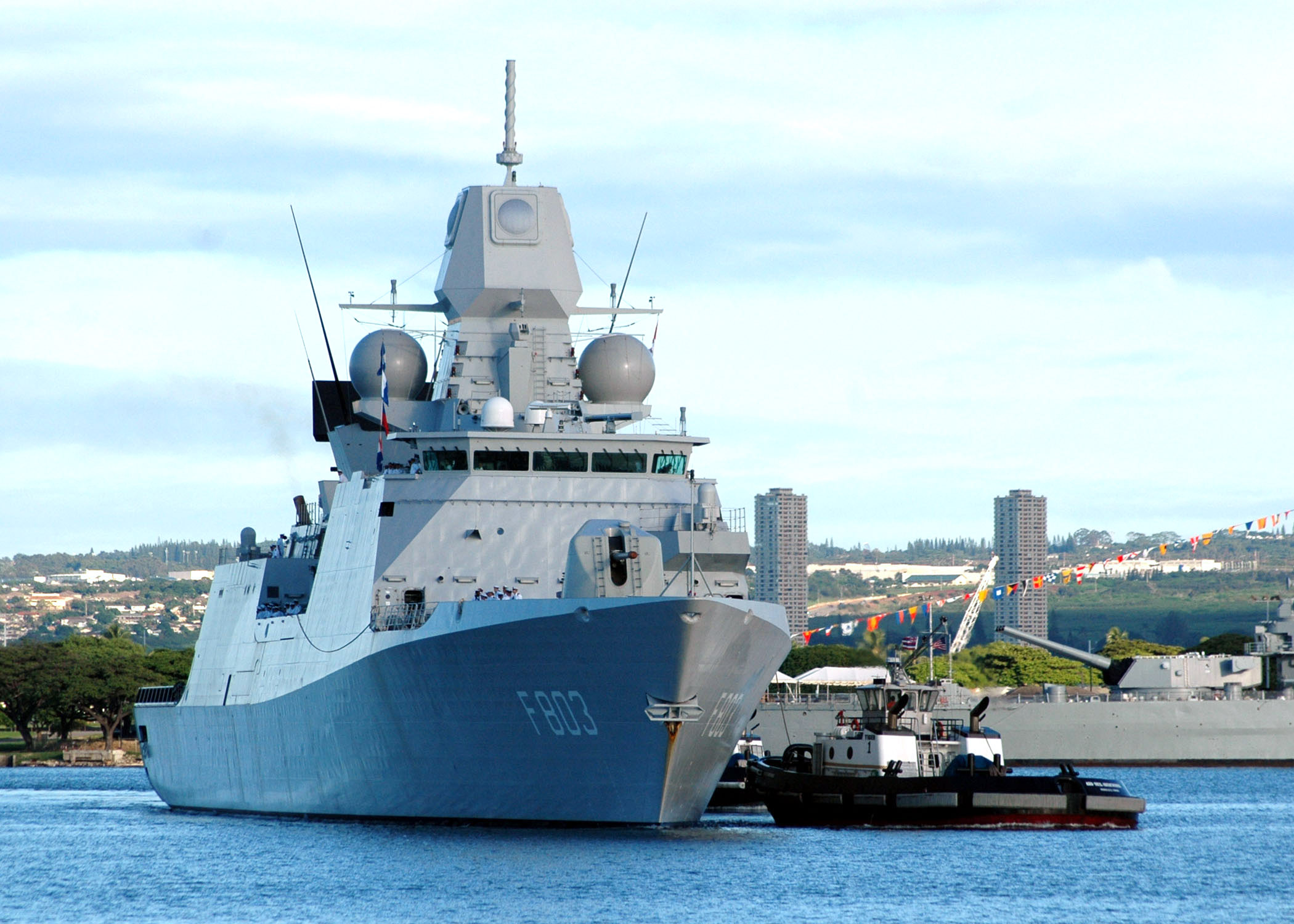
Die Fregatte HNLMS Tromp (F803), November 2006

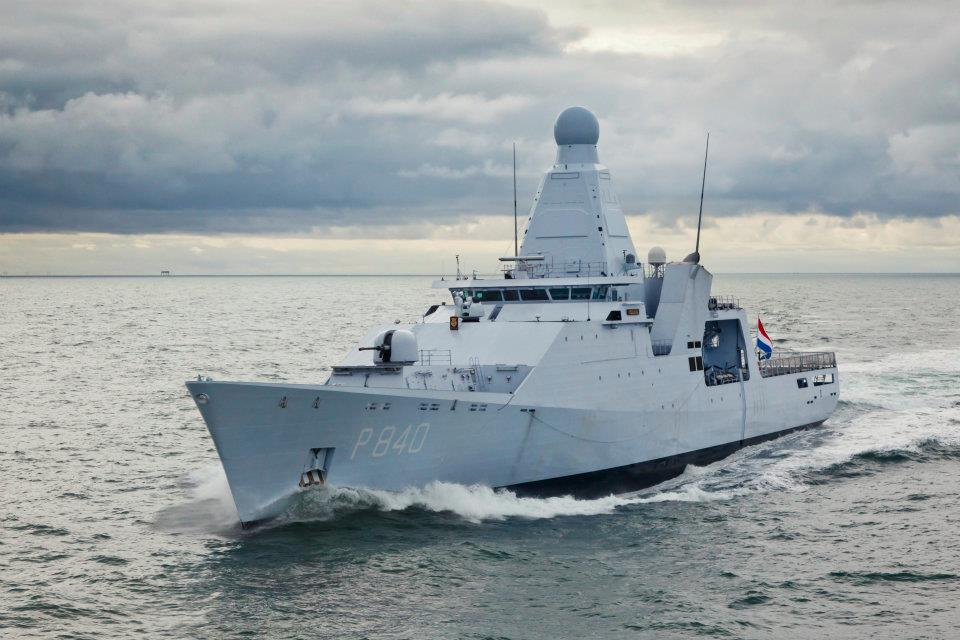
Das OPV Holland (P840), 2012

### Schiffe
Fregatten
- 4× Luftabwehr- und Führungsfregatten der De-Zeven-Provinciën-Klasse
- 2× Mehrzweckfregatten der Karel-Doorman-Klasse (davon 1 aufgrund von Personalmangel stillgelegt[7])

Hochseepatrouillenboote
- 4× Holland-Klasse

Unterseeboote
- 4× Walrus-Klasse

Minenjagdboote
- 5× Alkmaar-Klasse

Amphibische Dockschiffe
- 2× Rotterdam-Klasse

Hilfsschiffe
- Joint Support Ship: Karel Doorman
- Unterstützungsschiff im Westen (Karibik): Pelikaan
- Tankmotorschiff: Patria
- Marineschulschiff: Van Kinsbergen
- Segelschulschiff: Urania
- Tauchschulschiff: Soemba
- Torpedoarbeitsschiff: Mercuur
- 4× Tauchschiffe,
- 2× hydrographische Vermessungsschiffe der Snellius-Klasse
- 6× Schlepper

### Luftfahrzeuge
- 20× NH90 NFH

## Rüstungsvorhaben
Die Niederländische Marine verfolgt aktuell mehrere Projekte zur Modernisierung der Flotte. Diese Vorhaben sind bekannt:
- 4× ASW-Fregatten[8][9]
- 4× LC-Fregatten[10]
- 6× amphibische Transportschiffe
- 4× U-Boote der Blacksword-Barracuda-Klasse[11]
- 6× Minensucher[12]
- 1× Combat Support Ship[13]
- 2× Magazinschiffe[14]
- 6× NH90 NFH[15]